# František Veselý
František Veselý (Praga, 7 de diciembre de 1943-Ibidem., 30 de octubre de 2009) fue un futbolista checo. Jugó como delantero, principalmente en el Slavia Praga, club en el que se convirtió en una leyenda al disputar más de cuatrocientos partidos oficiales, sólo en liga.

## Carrera profesional
Veselý comenzó su carrera en el Dukla Praga, del que pasó al Slavia en 1964. En el Slavia permaneció dieciséis temporadas y disputó 404 partidos de liga, en los que anotó 61 goles. Falleció el 30 de octubre de 2009 por un fallo cardíaco a los 69 años de edad.

## Selección nacional
Jugó con la selección de Checoslovaquia, con la que disputó 34 partidos y anotó tres goles. Participó en la Copa Mundial de la FIFA 1970 y en el Campeonato de Europa de la UEFA de 1976, donde Checoslovaquia ganó el título ante Alemania Federal.
En 1980 se trasladó a vivir a Viena, para jugar en el SK Rapid Viena. Durante su larga estancia en Austria recibió la ayuda de su compatriota, el también jugador de fútbol Josef Kadraba.